# Republiek Californië

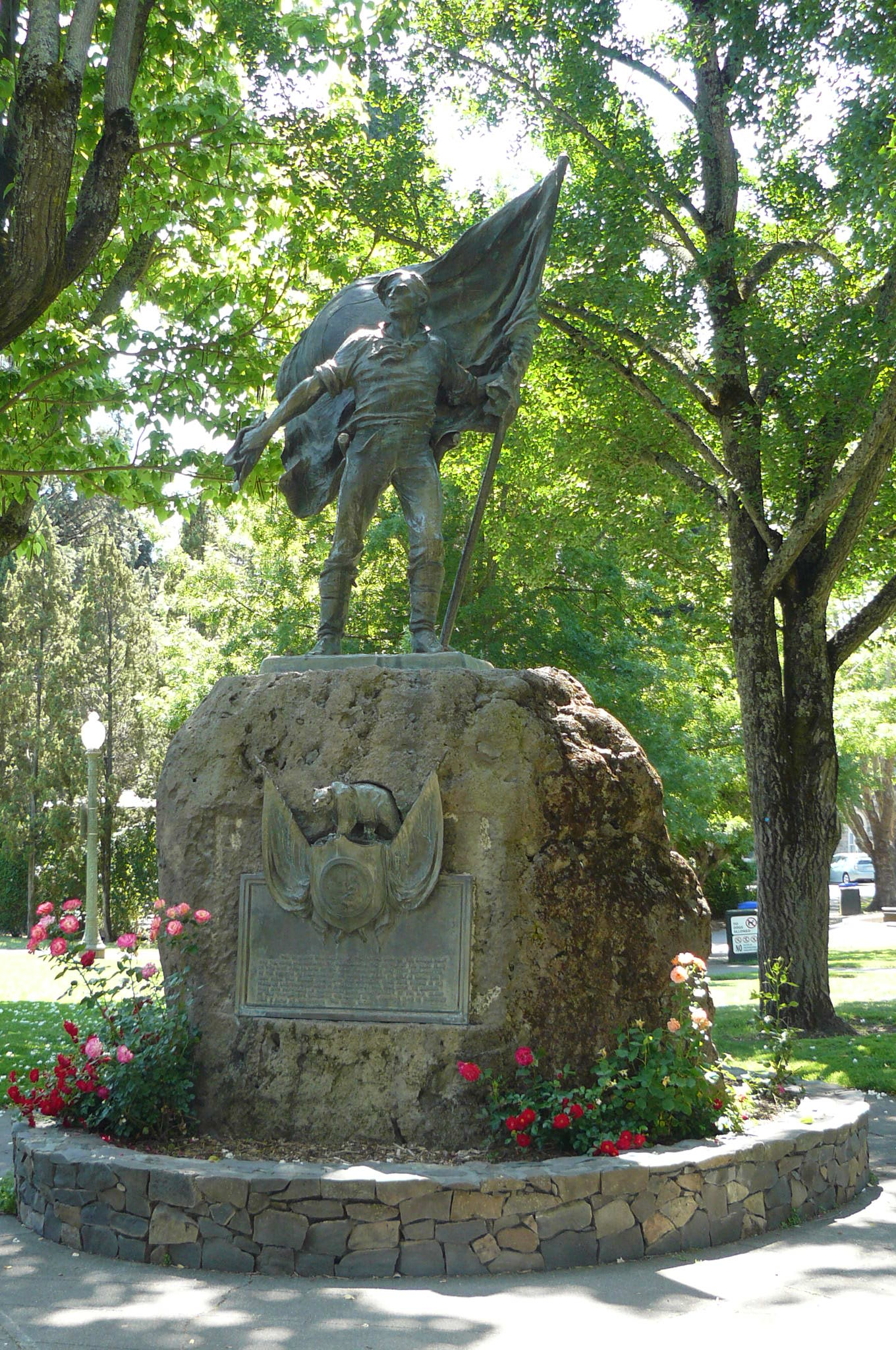
Bear Flag monument in Sonoma, Californië

De Republiek Californië (Engels: California Republic, Spaans: República de California), ook bekend als de Bear Flag Republic (Spaans: República de la bandera del oso) was een kortstondig onafhankelijke staat in de huidige Amerikaanse deelstaat Californië tijdens de Mexicaans-Amerikaanse Oorlog.
Een kleine groep Amerikanen in Mexicaans-Californië riepen op 14 juni 1846 de Republiek Californië uit in het stadje Sonoma. Zij verklaarden zich onafhankelijk van Mexico, maar voorzagen zelf geen tijdelijke overheid in hun nieuwe Republiek. De Republiek had als dusdanig geen echte autoriteit en werd ook door geen enkel land erkend. In feite wisten de meeste inwoners van Alta California zelfs niet van het bestaan ervan.
Nadat de revolutionairen de Republiek op 14 juni hadden uitgeroepen, schoot de Amerikaanse officier John C. Frémont toe om hen te helpen. Op 7 juli versloeg een Amerikaanse marinedivisie onder leiding van John D. Sloat de Mexicanen in de Slag bij Monterey. Hierna droegen de Californiërs hun republiek over aan de Verenigde Staten en vochten aan die zijde verder in de oorlog tegen Mexico. Mexico gaf haar claim op Californië formeel op bij het Verdrag van Guadalupe Hidalgo in 1848.

## Bear Flag
De Bear Flag die door de opstandelingen gebruikt werd, is nog steeds (in aangepaste vorm) de vlag van Californië.

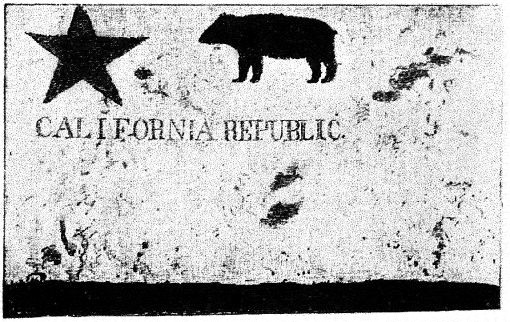
De oorspronkelijke Bear Flag op een foto uit 1890
De huidige vlag van Californië